# Club de Remo Ciérvana

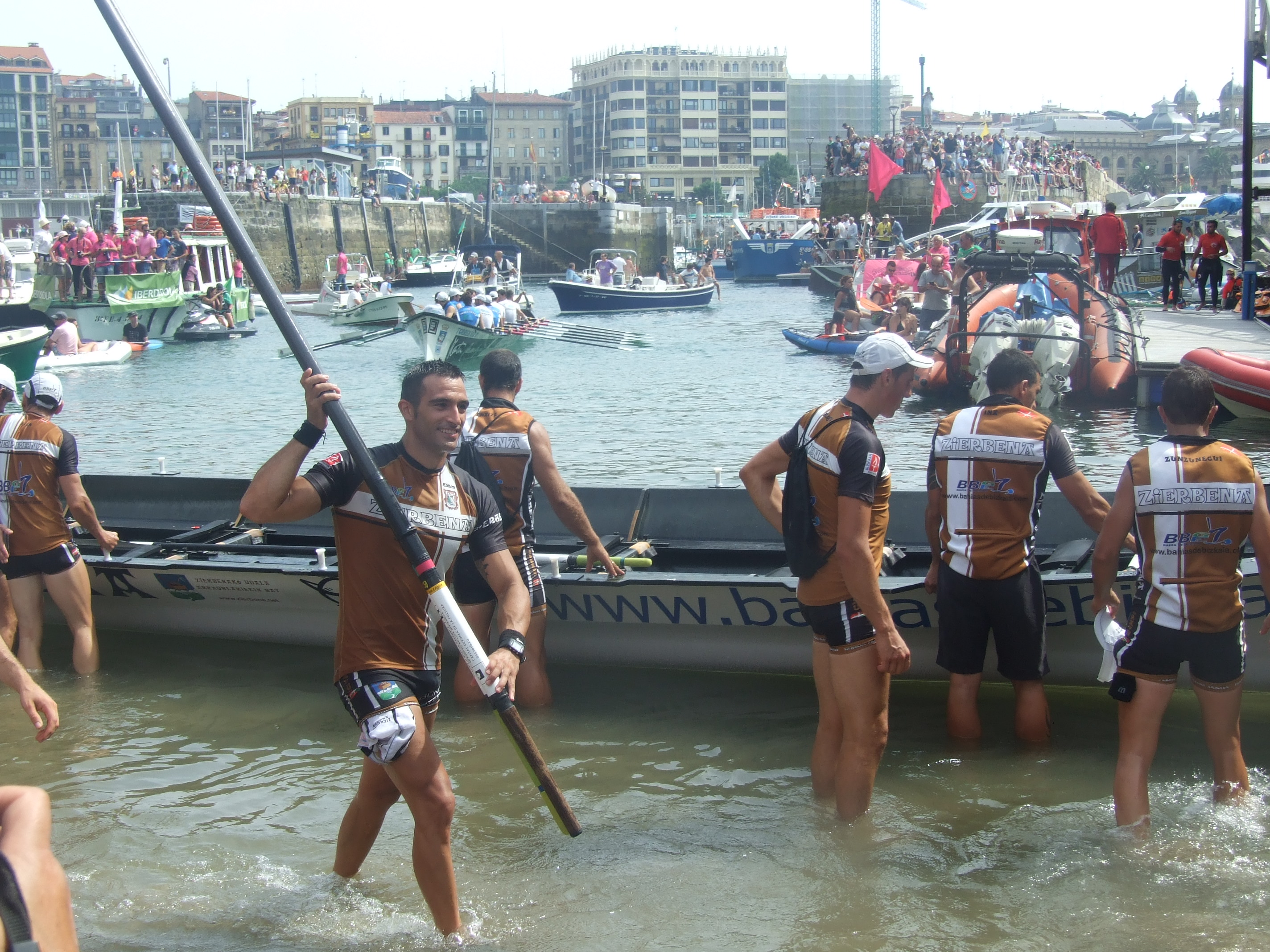
Remeros de Ciérvana en la bandera de la Concha de 2016.

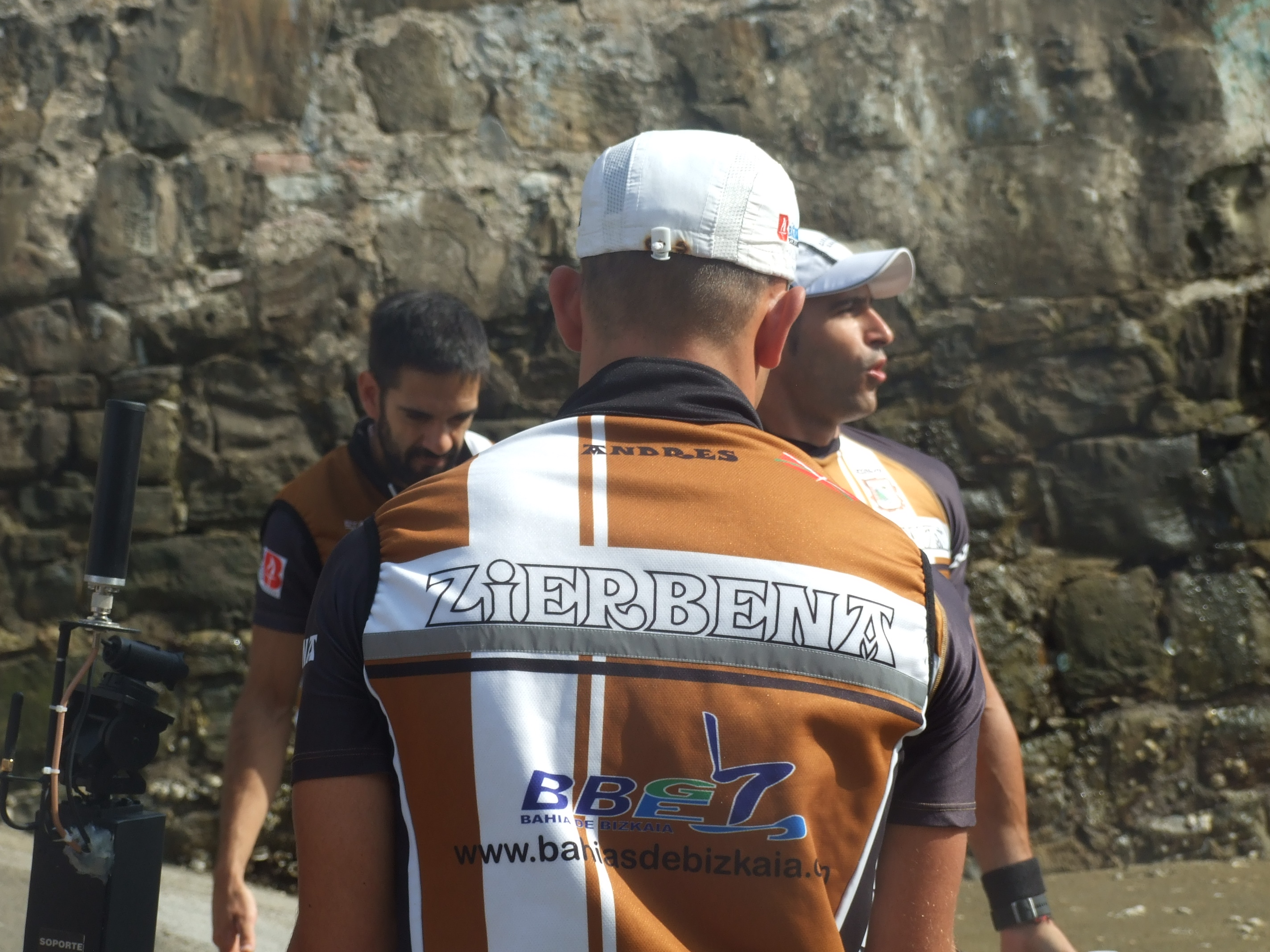
Equipación de la temporada 2016.

El Club de Remo Ciérvana (en euskera Zierbenako Arraun Kirol Elkartea) es un club de remo de la localidad vizcaína de Ciérvana. Aparecen menciones a tripulaciones de esta localidad desde 1882 y actualmente participa en la Liga ACT.

## Historia

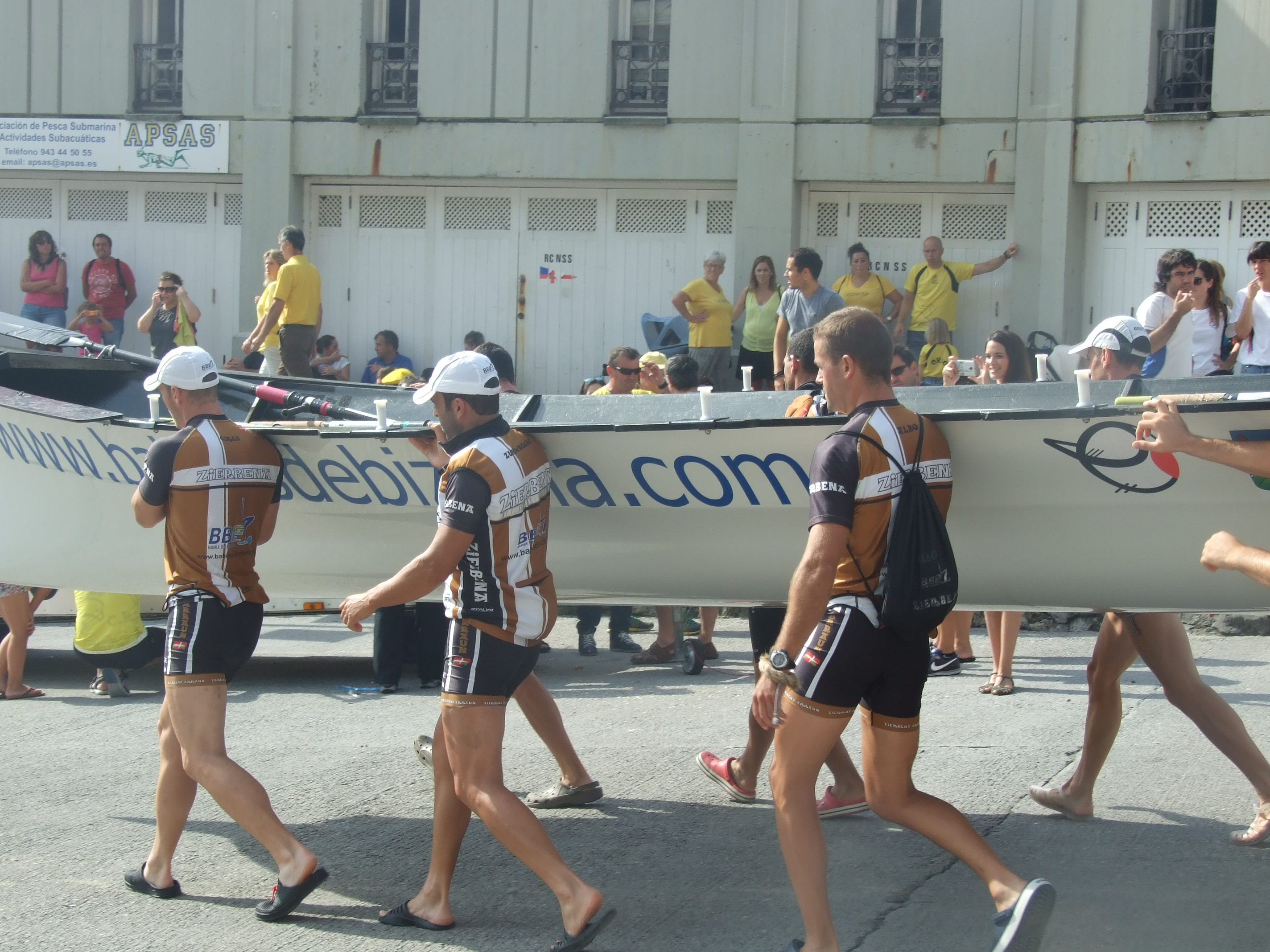
Bajando la trainera en la rampa del puerto de San Sebastián en 2016

En 1882 aparecen noticias de su triunfo con el patrón Francisco Marquina, en Bilbao, ante Bermeo, Ondárroa, Zarauz y Zumaya. Cinco años más tarde y también en Bilbao por las fiestas por la presencia de la reina María Cristina, participa en otras regatas. El 1900 gana en Portugalete, frente a Ondárroa, Bermeo, Zarauz y Zumaya, pero su presencia se interrumpe hasta 1917, donde fue tercero en el Abra, con la trainera "La Distinguida", con Cenón Acarregui de patrón. 
Al año siguiente gana en el Abra de Bilbao ganando a Santurce por 4 segundos. En 1919 fue segunda tras San Sebastián y en 1920 gana a Santurce. En la misma regata de Bilbao obtiene un cuarto puesto en 1921 y gana Santurce. En Portugalete, en 1925, gana su tanda pero se impone finalmente Ondárroa. Por primera vez participa en la Bandera de La Concha en 1927 con la trainera Santa María, patroneada por Plácido Arámburu. 
En 1927 y 1928 gana en Portugalete, adjudicándose la Copa del Rey, con la trainera Cuba. En 1949 fue tercera en el Campeonato del Cantábrico. Ese mismo año ganó en el Campeonato de España de Traineras, con el patrón Germán Barquín, y fue segundo al año siguiente en La Concha. Reaparece en 1969, ganando el Campeonato de Vizcaya de Traineras, con el patrón Félix Brazaola y en 1970, revalida dicho título. En 1987 ganó la II Travesía Lequeitio-Ondárroa y al año siguiente revalida dicha posición. En 1989 ganó la Bandera de Plencia y al año siguiente ganó la Bandera de Elanchove, el Campeonato de Vizcaya, la Bandera de Bermeo y la Bandera de Guecho. En 1991 ganó la Bandera de Camargo, revalidó el Campeonato de Vizcaya, ganó el Trofeo Federación Vasca y al año siguiente la Bandera de Santander.
En 2011 logró el ascenso a la Liga ACT, pero descendió al año siguiente. En 2013, tras conseguir 7 banderas en la Liga ARC, logró nuevamente ascender a la Liga San Miguel. En 2014 terminaron la liga en octava posición, mientras que al año siguiente fueron décimos. En trainerillas ganaron por primera vez el título de campeón de España. En 2016 fueron novenos en la liga, se clasificaron sextos en la Bandera de la Concha y ganaron el campeonato de España en bateles y trainerillas. En 2017 se clasificó quinta en la liga, ganaron su primera bandera de la liga ACT, fueron sextos en la Concha y ganaron el provincial, autonómico y estatal en bateles. También fueron campeones de España en remo de mar en C4X+.

## Palmarés
Títulos nacionales
- 3 Campeonatos de España de Traineras: 1949, 2018 y 2020.
- 4 Campeonatos de España de Trainerillas: 2015, 2016, 2017 y 2018.
- 6 Campeonatos de España de Bateles: 1988, 1989, 1990, 2016, 2017 y 2018.
- 2 Copas del Rey: 1927 y 1928.

Títulos provinciales
- 4 Campeonatos de Vizcaya de Traineras: 1969, 1970, 1990 y 1991.

Banderas
- 3 Regatas en Bilbao: 1882, 1918 y 1920.
- 3 Regatas en Portugalete: 1900, 1927 y 1928.
- 2 Travesías Lequeitio-Ondárroa: 1987 y 1988.
- 2 Banderas de Camargo: 1988 y 1991.
- 1 Bandera de Plencia: 1989.
- 1 Bandera de Elanchove: 1990.
- 3 Banderas de Bermeo: 1988, 1989 y 1990.
- 1 Bandera de Guecho: 1990.
- 1 Gran Premio Diputación de Cantabria: 1990.
- 1 Bandera Ciudad de Castro Urdiales: 1990.
- 3 Banderas de Santander: 1990, 1992 y 2004.
- 1 Trofeo Federación Vasca: 1991.
- 1 Bandera de La Rioja: 2010.
- 1 Bandera Petronor: 2010.
- 1 Bandera de Santurtzi 2010
- 1 Bandera de Ares (ACT) 2017
- 1 bandera Ondarru (ACT) 2018